# Комитет по государственному контролю, использованию и охране памятников истории и культуры Санкт-Петербурга
Комитет по государственному контролю, использованию и охране памятников истории и культуры (КГИОП) — первый в России государственный орган по охране памятников культуры; исполнительный орган государственной власти Санкт-Петербурга, ответственный за проведение государственной политики Санкт-Петербурга в сфере учёта, выявления, сохранения, использования, популяризации и государственной охраны объектов культурного наследия.

## История Комитета
Основан 15 ноября 1918 года в Петрограде как Отдел по делам музеев и охране памятников под руководством комиссара по делам музеев Г. С. Ятманова.
С 1938 года преобразован в Отдел охраны памятников Управления по делам искусств Леноблгорсовета, а в 1944 году — в Государственную инспекцию по охране памятников (ГИОП) в составе Управления по делам архитектуры. С 1966 ГИОП находился в ведомстве Главного архитектурно-планировочного управления (ГлавАПУ) Ленгорисполкома.
В 1938—1940, а также 1956—1963 годах коллектив возглавлял А. В. Победоносцев, в 1940—1956 годах отделом руководил Н. Н. Белехов.
В 1963—1974 годах ГИОП возглавляли С. В. Коробков, К. А. Павлова, М. П. Тубли, а в 1974—1987 годах — И. П. Саутов.
Получил самостоятельность в 1996 году. Первоначально носил имя государственной инспекции по охране памятников истории и культуры (ГИОП). Преобразован в комитет по государственному контролю, использованию и охране памятников истории и культуры (КГИОП) 24 января 1997 года.
В настоящий момент комитет проводит работу с различными организациями для принятия решений о реконструкции или реставрации фасадов, деталей, интерьеров.
В 1994—2003 годах КГИОП возглавлял Н. И. Явейн (ныне руководитель «Студии-44»), в 2003—2011 годах — В. А. Дементьева, с октября 2011 года — А. И. Макаров, с 2014 года — С. В. Макаров.

## Полномочия Комитета
Комитет по государственному контролю, использованию и охране памятников истории и культуры осуществляет реализацию государственной политики Санкт-Петербурга и координацию деятельности иных исполнительных органов государственной власти Санкт-Петербурга в рамках следующих полномочий:
- осуществлять учёт, выявление, сохранение, использование, популяризацию и государственную охрану объектов культурного наследия (памятников истории и культуры);
- обеспечивать региональный государственный контроль за соблюдением требований, предусмотренных законодательством Российской Федерации и законодательством Санкт-Петербурга в области выявления и государственной охраны памятников истории и культуры;
- заключать с собственниками и пользователями объектов культурного наследия охранные обязательства, в которых определяются требования к содержанию объекта культурного наследия, условиям доступа к нему граждан, порядку и срокам проведения реставрационных, ремонтных и иных работ по его сохранению;
- организовывать подготовку, выпуск и распространение печатных изданий, аудиовизуальной продукции об объектах культурного наследия в целях их популяризации;
- организовывать проведение историко-культурной экспертизы;
- выявлять и учитывать объекты, представляющие собой ценность с точки зрения истории, археологии, архитектуры, градостроительства, искусства, науки и техники, эстетики, этнологии или антропологии, социальной культуры и рекомендуемые для включения в единый государственный реестр объектов культурного наследия (памятников истории и культуры) народов Российской Федерации;
- составлять и выдавать собственникам паспорта объектов культурного наследия регионального значения;
- определять характер использования территории достопримечательного места, ограничения на использование такой территории, требования к хозяйственной деятельности, проектированию и строительству на территории достопримечательного места в отношении объектов культурного наследия регионального значения;
- осуществлять контроль за состоянием объектов культурного наследия, проводить один раз в пять лет обследование их состояния, разрабатывать ежегодные и долгосрочные программы сохранения объектов культурного наследия;
- согласовывать сметы на проведение работ по сохранению объектов культурного наследия;
- обращаться в суд для изъятия у собственников бесхозяйственно содержимых объектов культурного наследия регионального значения;
- согласовывать установку на объектах культурного наследия, а также на их территориях устройств для передачи (приема) сигналов электросвязи, носителей информации, электроосветительного оборудования, кондиционеров, устройство балконов, лоджий, навесов, устройство и (или) изменение дверных и оконных проемов, установку новых типов оконных и дверных блоков, остекление лоджий и балконов, размещение автостоянок, объектов общественного питания и мелкорозничной торговли, размещение причалов для водного транспорта, а также иные действия по переоборудованию и переустройству объектов культурного наследия;
- утверждать границы территорий объектов культурного наследия регионального значения;
- принимать решения об установке информационных надписей и обозначений на объектах культурного наследия регионального значения, согласовывать их содержание, оформление и места установки;
- принимать решение о включении выявленного объекта культурного наследия в единый государственный реестр объектов культурного наследия (памятников истории и культуры) народов Российской Федерации в качестве объекта культурного наследия регионального значения или объекта культурного наследия местного (муниципального) значения;
- выдавать письменное задание и разрешение, согласовывать проектную документацию, осуществлять приёмку работ при проведении работ по сохранению объекта культурного наследия (консервации объекта культурного наследия, ремонту памятника, реставрации памятника или ансамбля, приспособлению объекта культурного наследия для современного использования);
- выдавать разрешение на строительство и ввод объекта в эксплуатацию в случае осуществления реконструкции объекта культурного наследия, если при проведении работ по сохранению объекта культурного наследия затрагиваются конструктивные и другие характеристики надежности и безопасности такого объекта.

## Критика
В ноябре 2011 года представители Коалиция Петербургского Действия «Градозащита» выступили с докладом «Разрушители Петербурга», в котором анализировали лоббистскую деятельность Комитета по государственному контролю. Ключевыми лоббистами незаконных решений в пользу строительных компаний были названы заместитель председателя комитета Алексей Комлев и начальник управления государственного учёта объектов культурного наследия и правового обеспечения Алексей Разумов. Когда в 2013 году Алексей Разумов был арестован с поличным при получении мелкой взятки, «Градозащита» высказала желание помочь следствию материалами в отношении его коррупционных действий, чтобы ему не вменили в вину одну лишь мелкую взятку.
15 мая 2020 года КГИОП опубликовал законопроект об отмене возможности подачи повторных заявок на включение объектов в список памятников культурного наследия. Градозащитники считают, что новый закон лишит возможности сохранить многие исторические здания и повлиять на планы девелоперов по сносу или перестройке.
Осенью 2020 года Следственный Комитет РФ выпустил короткометражный фильм под названием «Где эта улица, где этот дом?», в котором открыто критиковал КГИОП и его роль в градостроительных скандалах последних десятилетий.

## Уголовное дело
1 июня 2022 года по личному распоряжению Александра Бастрыкина Следственный Комитет РФ возбудил против неустановленных сотрудников КГИОП уголовное дело по факту превышения должностных полномочий: 54 муниципальных депутата и депутат Заксобрания Петербурга Борис Вишневский направили в СК заявление о том, что в городе ежегодно вспыхивали градостроительные скандалы, когда исторические здания сносили якобы как не подлежащие закону об охране дореволюционных построек, для чего в паспортах подделывали даты возведения либо выдавали заключения о расположении исторических зданий вне границ территорий ОКН. Многие памятники архитектурного наследия исключались из реестра на основании «заказных» экспертиз, проведённых аффилированными или не имеющими необходимой квалификации авторами. Только за 2022 год примерами таких действий стали уничтоженные Манеж лейб-гвардии Финляндского полка, зданий «Васильевского винного городка», корпуса Торговых бань Екимовой, снос дома купца Петра Масалева, особняка Салтыковой и подготовка к сносу дома Лапина на Рижском проспекте.
Представители КГИОП прокомментировали новости о возбуждении уголовного дела тем, что «смысл предъявляемых претензий им не ясен». По словам чиновников, КГИОП не уполномочен определять или изменять даты постройки зданий. Обвинения о выдаче заключений с заведомо неверными границами объектов культурного наследия они также отвергли, сославшись на то, что границы определяет не сам комитет, а городской закон об охранных зонах № 820-7 и иные органы.
18 августа 2022 года Бастрыкин подверг жёсткой критике ход расследования и поручил создать специальную группу по расследованию дел, связанных с уничтожением исторических зданий Петербурга. В августе СК провёл обыски в здании КГИОП, в том числе в кабинете главы комитета Сергея Макарова. Некоторые СМИ заявляли о задержании Макарова, однако позднее эта информация была опровергнута. В октябре 2022 года СК запросил документы по 50 историческим зданиям, проекты реконструкции которых рассматривал КГИОП. По мнению депутата Вишневского, обыски не были обязательными — в открытом доступе находятся свыше трёх десятков судебных дел, в которых КГИОП выступает против градозащитников, требующих включить исторические здания в реестр памятников или оспаривающих незаконное из него исключение. В том же месяце дом Басевича, вопрос реконструкции которого для нужд Академии танца Бориса Эйфмана является предметом многолетнего градостроительного скандала, был включён в список вещдоков дела.
8 февраля 2023 года Бастрыкин поручил и. о. главы петербургского отделения СК Олегу Бобкову активизировать разбирательство.
17 января 2023 года снесённое здание бывшего Научно-исследовательского центра ракетных войск и артиллерии (НИЦ РВиА) на Хрустальной улице вошло в список вещественных доказательств дела.
12 августа 2023 года СК заявил о завершении следствия по уголовному обвинению в превышении должностных полномочий против председателя КГИОП Петербурга Сергея Макарова и его заместителя Галины Агановой. Как установил СК, Макаров распорядился исключить здание манежа лейб-гвардии Финляндского полка на Васильевском острове, что позволило его снести, а Аганова дала аналогичное решение в отношении дома Салтыковой, после чего он также был снесён. Дело было направлено в Генпрокуратуру, после чего оно подлежит передаче в суд.